# Trondra
Trondra è un'isola sull'oceano Atlantico di 1,06 km² della Scozia nord-orientale, facente parte dell'arcipelago delle Shetland e, più precisamente, del sottogruppo delle isole Scalloway (anche se alcune fonti non la includono in questo gruppo). Conta una popolazione di circa 130 abitanti.
Villaggi dell'isola sono Burland, Cauldhame, Cutts, Glendale e Scarfataing.

## Etimologia
Il toponimo Trondra deriva dall'antico nordico Þrándarey, che significa probabilmente "isola di Þrándr".

## Geografia

### Collocazione
Trondra si trova di fronte alla costa sud-occidentale dell'isola di Mainland e, più precisamente, a sud della località di Scalloway.

### Dimensioni
L'isola ha una lunghezza di 9 km.

## Demografia
Al censimento del 2001, l'isola di Trondra contava una popolazione pari a 133 abitanti; al successivo censimento del 2011, gli abitanti risultano 135.

## Storia
Agli inizi del XX secolo, come altre isole del gruppo delle isole Scalloway, anche Trondra conobbe l'abbandono da parte dei suoi abitanti.
Tornò a ripopolarsi all'inizio degli anni settanta, grazie alla costruzione di alcuni ponti che la collegarono all'isola di Burra e all'isola di Mainland.

## Trasporti
Trondra è collegata all'isola di Mainland tramite il Trondra Bridge.

## Fauna
Trondra ospita diverse specie di uccelli marini, tra cui gabbiani e urie nere.
Vi sono molti greggi di pecore ed alcuni pony delle Shetland nell'isola; tra le altre specie presenti vi sono ricci, passeri, storni, pinnipedi e focene.